# 鬼生田橋
鬼生田橋（おにうだはし）は、福島県郡山市の阿武隈川に架かる郡山市一級市道鬼生田日和田線の道路橋である。

## 概要
- 全長：200 m
  - 主径間：50 m
- 幅員：7.0 m
- 竣工：1989年
- 形式：4径間鋼連続非合成鈑桁橋
- 施工：川田工業、駒井ハルテック[1][2][3]

郡山市北部にて一級水系阿武隈川と渡る。東詰は郡山市西田町鬼生田字町、西詰は日和田町梅沢字仲平に位置する。橋上は上下対向2車線で、歩道は設置されていない。親柱には西田町にある梅の里の梅の花と、高柴デコ屋敷で作られるダルマを象ったモニュメントが設置されている。上流側、下流側にそれぞれ国土交通省福島河川国道事務所により河川監視用のライブカメラが設置されている。

## 周辺
- 鶴子淵
- 町B遺跡

## 隣の橋
- 阿武隈川

新阿武隈川橋 - 小和滝橋 - 鬼生田橋 - 第4阿武隈川橋梁 - 阿武隈橋